# Jo Blythe
Jo Blythe est une présentatrice britannique de météo. Elle travaille actuellement sur ITV.

## Carrière
Elle travailla sur Yorkshire Television, présentant le temps pour ITV region, mais aussi pour les chaînes de Border, Granada Television et parfois Tees Tyne. En plus des émissions régionales, elle travailla de temps en temps pour l'équipe météorologique nationale ITV basée à Londres.
Jo Blythe a aussi présenté quelques programmes régionaux dans les régions du nord pour Northern ITV et a apparu dans une publicité locale. Récemment, Jo a été élue quatrième meilleure présentatrice de la météo aux FHM Bloke Awards 2006.